# Heike Spies
Heike Spies (* 1960 in Düsseldorf) ist promovierte Germanistin und stellvertretende Direktorin des Goethe-Museum (Düsseldorf).

## Leben
Heike Spies studierte an der Heinrich-Heine-Universität Düsseldorf Germanistik und Geographie (Erstes und Zweites Staatsexamen). Sie wurde 2006 im Fachbereich Germanistik mit einer Arbeit über „Literatur in den Briefen Droste-Hülshoffs“ zum Dr. phil. promoviert. Seit 1991 ist sie im Goethe-Museum Düsseldorf tätig. 1996 übernahm sie das Amt als Kustodin und stellvertretende Leiterin des Museums. Die Autorin hat seit 1995 Ausstellungen kuratiert und Vorträge auf nationalen und internationalen Podien zu Goethe in seiner Zeit gehalten. Sie ist Vorstandsmitglied der Thomas Mann-Gesellschaft Düsseldorf.

## Schriften (Auswahl)
- Hrsg. (zusammen mit Volkmar Hansen): Die Rückkehr zur Vernunft – Klassiker zwischen 1932 und 1968. Katalog zur Ausstellung im Goethe Museum Düsseldorf vom 7.5.bis 13. August 1995. Goethe Museum, Düsseldorf 1995
- Goethe und die Welt der Pflanzen. Sonderausstellung. Goethe Museum, Düsseldorf 1999. ISBN 3-9805383-1-1 / ISBN 978-3-9805383-1-2
- Reise ins unterirdische Italien: Grotten und Höhlen in der Goethezeit (zusammen mit Fritz Emslander und Petra Maisak). INFO Verlag, 2002. ISBN 3-88190-291-0
- Goethe, Gneis und Granit (zusammen mit Wolfgang Schirmer). Goethe-Museum. Düsseldorf 2005.
- Hrsg. (zusammen mit Volkmar Hansen und Regine Zeller): Die Idee GOETHE. 50 Jahre Goethe-Museum. Katalog der Jubiläumsausstellung vom 30. Juni bis 24. September 2006. Goethe-Museum, Düsseldorf 2006. ISBN 3-9811005-0-6
- Großherzogin Luise von Sachsen-Weimar-Eisenach – Regentin zwischen Anspruch und Aufbruch. In: Goethe-Blätter (Schriftenreihe der Goethe-Gesellschaft Siegburg e.V.), Band IV/2008, S. 75–101.
- Literatur in den Briefen Droste-Hülshoffs. (Maß und Wert / Düsseldorfer Schriften zur deutschen Literatur, Band 6). Peter Lang, Frankfurt u. a. 2010. ISBN 3-631-58748-1